# Rudolf Bureš
Rudolf Bureš (14. března 1906 Trhové Sviny – 25. února nebo 3. března 1980 Praha) byl český a československý lékař, vysokoškolský pedagog, příslušník druhého odboje, politik, poválečný starosta Českých Budějovic, poslanec Prozatímního Národního shromáždění, Ústavodárného Národního shromáždění a Národního shromáždění ČSR za Komunistickou stranu Československa.

## Život
Po absolvování obecné školy začal ve školním roce 1916–1917 studovat na českém státním gymnáziu v Českých Budějovicích, kam se rodina po vzniku Československa v roce 1918 přestěhovala. Maturoval v roce 1924 a nastoupil na Lékařskou fakultu Univerzity Karlovy, kde promoval o šest let později.
V letech 1933–1949 pracoval v Okresní nemocenské pojišťovně v Českých Budějovicích.Stal se jedním z lékařů českobudějovické veřejné nemocnice. Tamní prostředí pozitivně působilo na jeho víru v potřebu změny režimu, neustále se tam setkával s lidmi z nejnižších sociálních vrstev. Patřil mezi komunisty-idealisty. Od roku 1936 se Bureš podílel na práci místní odbočky Svazu přátel Sovětského svazu a posléze stanul v čele jeho krajské organizace. Pořádal přednášky a staral se o to, aby českobudějovické kino Kotva čas od času nabídlo divákům sovětský film. V roce 1931 se oženil s Miladou, rozenou Štoidlovou, pocházející taktéž z Trhových Svinů. Přivedli spolu na svět devět dětí.
Krátce před 2. světovou válkou si otevřel v Českých Budějovicích soukromou lékařskou praxi. Jako levicovému politikovi mu zkomplikovala život německá okupace – ocitl se na seznamu nepohodlných osob a zatčen byl už 15. března 1939. Následoval pobyt v českobudějovické věznici, věznění v Linci, transport do koncentračního tábora Dachau a nakonec do Buchenwaldu. V roce 1940 se mu podařilo uprchnout a vrátit se domů. Na předměstí Českých Budějovic, kde v předtím s rodinou bydlel, se ale pohybovat nemohl. Našel azyl v jihočeském Pištíně, kde se vrátil ke svému původnímu lékařskému povolání. Přitom spolupracoval s protinacistickým odbojem.
Budějovičtí komunisté ustavili v květnu 1945 Revoluční národní výbor a Rudolf Bureš stanul v jeho čele. 9. května 1945 oficiálně přivítal velitele Rudé armády. Když byl 22. května na místo Revolučního národního výboru ustaven Místní národní výbor, stal se Rudolf Bureš opět jeho předsedou (tedy fakticky starostou Českých Budějovic), v čele města stál až do parlamentních voleb v roce 1946.
V letech 1945–1946 byl poslancem Prozatímního Národního shromáždění za KSČ. Mandát obhájil v parlamentních volbách v roce 1946 a stal se poslancem Ústavodárného Národního shromáždění, kde zasedal do parlamentních voleb v roce 1948, kdy byl zvolen za volební kraj České Budějovice do Národního shromáždění, v němž setrval do roku 1954. Byl členem předsednictva krajského výboru KSČ, pracoval v organizaci Národní fronty a měl podíl i na únorovém převratu v roce 1948. O rok později byl jmenován generálním ředitelem Státních lázní a zřídel. Od roku 1952 přednášel jako profesor sociálního lékařství na lékařské fakultě v Plzni, kde se o dvanáct let později stal děkanem. Byl činný v psaní odborných publikací (např. Úvod do teorie zdravotnictví, vydaný roku 1960 a přeložený také do polštiny). V letech 1949–1952 působil na ministerstvu zdravotnictví. Od roku 1961 pracoval rovněž ve Výzkumném ústavu sociálního zabezpečení v Praze a byl vedoucím výzkumné skupiny lékařské expertizy. Byl členem vědecké rady Institutu pro další vzdělávání lékařů a farmacentů a členem vědecké rady ministerstva zdravotnictví. Zastával funkci předsedy gerontologické sekce Československé lékařské společnosti J. E. Purkyně. Byl mu udělen pamětní odznak osvobozených politických vězňů, medaile Za zásluhy, Řád 25. února, Medaile Jana Evangelisty Purkyně, Pamětní medaile Univerzity Karlovy a Řád práce.
Jeho svět se politicky zhroutil v roce 1968. Absolvoval tehdy tříměsíční stáž v Sovětském svazu a setkání se s realitou východního impéria pro něj znamenalo rychlé vystřízlivění. Po svém návratu do Československa vrátil legitimaci komunistické strany, nadále se pak věnoval jen pedagogické činnosti.

### Vyznamenání
- Řád 25. února – 1949
- Řád práce – č. matriky 2786, 1966[9]
- Československá medaile za zásluhy, I. stupeň
- Pamětní kříž Za věrnost 1939–1945[10]